# Delta Vision
A Delta Vision Kft. (a kezdeti időkben Camelot Kiadó néven) 1999 óta folytat kiadói tevékenységet. Fő profilját a fantasy-könyvek kiadása jelenti, de tevékenységét az idők során magyar nyelvű szerepjátékok (2002-től), kártya- és társasjátékok (2003-tól), valamint képregények (2006-tól) megjelentetésével is bővítette. A Delta Vision jelenleg – pusztán a fantasy zsánerében általa megjelentetett kiadványok számát tekintve is – a meghatározó magyar fantasy-kiadók egyike, továbbá több hazai fantasy- és sci-fi-szerző irodalmi ügynöke. A cég emellett saját szakbolthálózatában (Sárkánytűz-bolthálózat) kereskedelmi tevékenységet is folytat.

## Életműsorozatok
A Delta Vision kiadó a következő sci-fi- és fantasy-írók életműkiadásait gondozza:
- Gáspár András (Wayne Chapman írói néven is)
- Kornya Zsolt (Raoul Renier írói néven is)
- Anne McCaffrey
- Brandon Sanderson
- David Gemmell
- Goldman Júlia
- Greg Keyes
- Michael Moorcock
- Peter S. Beagle
- Robin Hobb
- Terry Pratchett

## Tematikus sorozatok
A kiadó saját, tematikus sorozatai:
- A képzelet mesterei (válogatott sci-fi- és fantasy-szerzők művei: Dan Simmons, Fritz Leiber, Gene Wolfe, Geoff Ryman, Jo Walton, Kelly Link, Patricia McKillip)
- Delta Műhely (hazai, ifjú alkotók művei – Brandon Hackett, Csigás Gábor, Jónás Zsolt, Juhász Viktor, Kleinheincz Csilla, Körmendi Ágnes, László Zoltán, Tóth Csilla)
- MesterMűvek (klasszikus szerzők művei – Robert E. Howard, Jack London, R. M. James és mások)

## M.A.G.U.S.
A Delta Vision emellett a M.A.G.U.S., avagy a kalandorok krónikája című szerepjátékhoz és annak világához (Ynevhez) alkotott könyvsorozatok kiadója is:
- M.A.G.U.S.-klasszikusok
- M.A.G.U.S.-antológiák
- M.A.G.U.S.-regények
- M.A.G.U.S. világbemutató kötetek
- M.A.G.U.S. művészeti albumok
- M.A.G.U.S. Kalandorkrónikák

## További kiadványok
Továbbá a kiadó gondozza Magyarországon az alábbi cégek felsorolt világaihoz kapcsolódó regényeket és könyvsorozatokat is:
Wizards of the Coast
- Az öt gyűrű legendája (Legend of the Five Rings)
- Dragonlance
- Dungeons & Dragons
- Forgotten Realms
- Magic: The Gathering
- Ravenloft
- Star Drive

White Wolf
- A Sötétség Világa (World of Darkness)

FASA Corporation / WizKids
- MechWarrior: Dark Age
- Mage Knight

Alderac Entertainment Group
- 7tenger (7th Sea)

## Képregények
A Delta Vision 2006 óta folytat képregénykiadói tevékenységet. A kiadó mind a keleti (manga, manhwa, manhua), mind a nyugati típusba tartozó képregényeket megjelentet, partnerei közé tartozott vagy tartozik többek között a Dabel Brothers Productions, a Hakusensha Inc., a Tohan Corporation Inc., a Tokyopop Inc., a Haksan Publishing Co., Ltd., a DrMaster Publications Inc. és a Les Humanoďdes Associés.

### Keleti képregények (manga, manhva, manhua)
- Warcraft: Napkút-trilógia 1-3 (befejezett sorozat)
- Warcraft: Legendák 1-3 (befejezett sorozat)
- Makrancos hercegnő 1-5 (befejezett sorozat)
- Bolondok Aranya 1-2
- Grimm-mesék: A manga 1-2 (befejezett sorozat)
- Berserk 1-6 (hiátus)
- Angyalok menedéke 1-5 (hiátus)
- Mennyei dallamok 1-2 (hiátus)
- Trigun 1-2 (befejezett sorozat)
- Sámánharcos 1-2 (hiátus)

### Nyugati képregények
- Kóbor lovag
- Mágus: A tanítvány
- Hódítók végzete
- Metabárók kasztja 1

## Szerepjátékok
A Delta Vision 2002 óta jelentet meg magyar nyelvű szerepjátékkönyveket és -kiegészítőket az alábbi rendszerekhez:
- Dungeons & Dragons
- A Gyűrűk Ura
- Vámpír: Maszkabál
- Vámpír: Középkor
- 7tenger
- Coyote

## Társasjátékok
A Delta Vision 2003 óta folytat társasjáték-kiadói tevékenységet. E téren partnerei közé tartozik többek között az Alderac Entertainment Group, Decipher, Fantasy Flight Games, Hasbro, Steve Jackson Games, White Wolf és Wizkids Games, de megjelentet hazai fejlesztésű, saját társasjátékokat is.
A kiadó partijátékai:
- Igenis, Sötét Nagyúr!
- Kragmortha
- Lupus in tabula
- Munchkin

A kiadó gyermek- és családi társasjátékai:
- Át a sivatagon
- Pingvin

A kiadó taktikai és stratégiai játékai:
- M.A.G.U.S. – Árnyékháború
- Beowulf
- Britannia
- Citadella
- Condottiere
- Doom
- Drakon
- Drakula dühe
- Hadurak
- Legendák kapitánya
- Odalent
- Rúnamester
- M.A.G.U.S. – Shuluri viadal
- Szkarabeuszurak
- Talisman
- Trónok harca
- Warcraft
- World of Warcraft

## Kártyajátékok
A Delta Vision 2003-tól jelentet meg (gyűjthető) kártyajátékokat:
- 7tenger
- Guardians
- Trónok harca

## Irodalmi ügynöki tevékenység
A Delta Vision több hazai fantasy- és sci-fi-szerző – Gáspár András (Wayne Chapman), Gáspár Péter (Jan van den Boomen), Kornya Zsolt (Raoul Renier), Molnár B. Gábor (John J. Sherwood) – megbízott irodalmi ügynöke.

## Sárkánytűz bolthálózat
A Delta Vision Kft. 1994-es alapítása óta folytat kereskedelmi tevékenységet. Saját szakbolthálózata, a Sárkánytűz-bolthálózat országszerte három nagyvárosban (Budapest, Szeged, Zalaegerszeg) kínálja a Delta Vision kiadványai mellett más magyar kiadók termékeit, illetve angol nyelvű kiadványcsoportokat (könyveket, képregényeket, társas-, kártya- és szerepjátékokat, figurás játékokat és játékkiegészítőket).